# Leavander Johnson
Leavander Johnson est un boxeur américain né le 24 décembre 1969 et mort le 22 septembre 2005.

## Carrière
Passé professionnel en 1989, il est sacré champion du monde poids légers IBF le 17 juin 2005 après sa victoire contre l'italien Stefano Zoff.
Il défend son titre le 17 septembre 2005 face au mexicain Jesús Chávez. Le combat est stoppé par l'arbitre lors de la 11e reprise à la suite d'une série de coups encaissés par Leavander Johnson. Dépossédé de son titre mondial, ce dernier peut regagner normalement les vestiaires, mais il s'y effondre. Il tombe dans le coma et meurt cinq jours plus tard à l'hôpital.